# Cal Roset (la Coma)
Cal Roset és una masia del poble de la Coma, al municipi de la Coma i la Pedra, a la Vall de Lord (Solsonès).

## Situació
Està situada 1.035 m d'altitud, a poc més de 350 m al nord-oest de les Fonts del Cardener, a 165 m al nord-oest de la masia de Cal Ramon Gansola i, talment com aquesta, a la riba dreta de la Rasa de Coll de Port.